# Romano R.15
Il Romano R-15 un aereo anfibio francese da turismo, caratterizzato dalla costruzione interamente metallica, rimasto allo stato di prototipo.

## Storia del progetto
Nel 1932 il Ministère de l'Air emise un requisito relativo ad un aereo anfibio per uso trasporto civile e da turismo. In risposta a tale requisito vennero presentati i progetti Romano R-15, Blériot 290, Loire 50, Schrek FBA-310 e Caudron P.V. 200. I Chantiers aéronavals Étienne Romano, diretti da Étienne Romano, elaborarono su progetto di Albert Waldmann un aereo anfibio multiuso, trimotore, ad ala alta a balzo, di costruzione interamente metallica designato R-15. Il prototipo fu terminato a Cannes all'inizio del 1933.

## Descrizione tecnica
La fusoliera, così come l'ala, era costruita in tubi d'alluminio e acciaio saldati a stagno, e ricoperta di tela.
Pilota e passeggero erano sistemati in una cabina di pilotaggio chiusa, con posti in tandem, accessibili da una porta vetrata sita sul lato sinistro. I piani fissi orizzontali erano regolabili in volo. La propulsione era assicurata da tre motori radiali Salmson 9Aer, raffreddati ad aria, eroganti la potenza di 75 CV ed azionanti un'elica bipala. Il carrello di atterraggio era costituito da due galleggianti per uso marittimo, realizzati in vedal e caratterizzati dalla forma a catamarano. Ciascuno disponeva di una ruota estraibile da utilizzare sulla terraferma, e che durante il volo rientravano nei propri alloggiamenti che venivano rinchiusi da due pannelli laterali.

## Impiego operativo
Il prototipo andò in volo per la prima volta nel 1933, e durante i collaudi l'aereo mostrò buone caratteristiche di volo. L'aereo venne consegnato da Boulic al Centre d'Aviation Maritime di Saint Raphael nel 1934 per effettuare le prove ufficiali. L'aereo fece registrare un carico utile di 450 kg. Nonostante le buone prove di volo dimostrate, dato l'alto prezzo di vendita non si registrarono acquirenti e il velivolo rimase un unico esemplare.

### Fonti
1. ↑  Aviafrance.
2. 1 2 3  Airwar.
3. 1 2 3 4 5 6 7 8 9 10 11 12  Cannes Aero Patrimoine.